# سیارک ۶۱۲۰۸
سیارک ۶۱۲۰۸ (به انگلیسی: 61208 Stonarov، نامگذاری:2000OD8) شصت و یک هزار و دویست و هشتمین سیارک کشف شده‌است که در ۳۰ ژوئیه ۲۰۰۰ کشف شد.